# Wietnamski Uniwersytet Narodowy w Hanoi
Wietnamski Uniwersytet Narodowy w Hanoi (wiet. Đại học Quốc gia Hà Nội), ĐHQGHN) – wietnamska publiczna szkoła wyższa funkcjonująca w Hanoi.
Poprzednikiem uczelni był Uniwersytet Indochiński założony 16 maja 1906 roku przez francuskie władze kolonialne. W listopadzie 1945 roku został on przemianowany na Wietnamski Uniwersytet Narodowy, a w czerwcu 1956 na Uniwersytet Hanoi. Wietnamski Uniwersytet Narodowy w Hanoi powstał w 1993 roku po połączeniu Uniwersytetu Hanoi z kilkoma innymi uczelniami w tym mieście. Jest jednym z dwóch uczelni w Wietnamie mających status Uniwersytetu Narodowego, drugim jest Wietnamski Uniwersytet Narodowy w Ho Chi Minh. 

## Struktura organizacyjna
Po reorganizacji Wietnamski Uniwersytet Narodowy w Hanoi składa się z następujących szkół:
- Uniwersytet Nauk Ścisłych (University of Science VNU-HUS)
- Uniwersytet Nauk Społecznych i Humanistycznych (University of Social Sciences & Humanities VNU-USSH)
- Uniwersytet Studiów Językowych i Międzynarodowych (University of Languages & International Studies VNU-ULIS)
- Uniwersytet Inżynierii i Technologii (University of Engineering & Technolog VNU-UET)
- Uniwersytet Ekonomii i Biznesu (University of Economics & Business VNU-UEB)
- Uniwersytet Pedagogiczny (University of Education VNU-UEd)
- Uniwersytet Wietnamsko-Japoński (Vietnam - Japan University VNU-VJU)
- Uniwersytet Prawa (University of Law VNU-UL)
- Uniwersytet Medycyny i Farmacji (University of Medicine & Pharmacy VNU-UMP)
- Szkoła Biznesu i Zarządzania (School of Business and Management VNU-HSB)
- Szkoła Międzynarodowa (International School VNU-IS)
- Szkoła Studiów Interdyscyplinarnych (School of Interdisciplinary studies VNU-SIS)